# Marina Karnauszczenko
Marina Karnauszczenko, ros. Марина Николаевна Карнаущенко (ur. 2 października 1988) – rosyjska lekkoatletka specjalizująca się w biegach sprinterskich.
Złota medalistka uniwersjady (2011) oraz brązowa halowych mistrzostw świata (2012) w biegu rozstawnym 4 x 400 metrów. 
Reprezentantka kraju w meczach międzypaństwowych juniorek. Medalistka mistrzostw Rosji w biegach sztafetowych.
Rekordy życiowe: bieg na 200 metrów – 23,49 (23 lipca 2011, Czeboksary); bieg na 400 metrów – 51,49 (21 lipca 2011, Czeboksary). 

## Osiągnięcia
| Rok  | Impreza                   | Miejsce  | Konkurencja        | Lokata     | Wynik   |
| ---- | ------------------------- | -------- | ------------------ | ---------- | ------- |
| 2011 | Uniwersjada               | Shenzhen | sztafeta 4 x 400 m | 1. miejsce | 3:27,16 |
| 2012 | Halowe mistrzostwa świata | Stambuł  | sztafeta 4 x 400 m | 3. miejsce | 3:29,55 |